# 小林莞爾
小林 莞爾（こばやし かんじ、1929年5月5日 - 2014年5月10日）は、日本の政治家。田無町議会議員（2期）、田無町議会副議長、田無町議会議長、田無市議会議員（1期）、田無市議会議長、東京都議会議員（5期）、第33代東京都議会議長を歴任した。

## 経歴
1929年5月5日、東京都に生まれる。1949年に早稲田大学高師部（現在の早稲田大学教育学部）卒業。1959年から田無町議会議員を2期7年務める。この間、副議長（1964年から1965年）、議長（1965年から1966年）を歴任する。1967年から田無市議会議員を1期2年務める。任期中は議長も務めた。1969年、田無市長選挙に保守系無所属で立候補したが落選した。1973年、東京都議会議員選挙に北多摩第4選挙区から立候補して、初当選する。都議会では、警務消防委員会委員長（1978年から1979年）、予算特別委員会委員長（1984年）、都議会自民党政調会長（1985年から1986年）、都議会自民党幹事長（1987年から1988年）、議会運営委員会委員長（1987年から1988年）を歴任した。1991年9月に第33代東京都議会議長に就任。1993年の選挙で落選し引退。2014年5月10日に死去した。

## 栄典
- 1988年 - 藍綬褒章[1][2]
- 1999年 - 勲三等瑞宝章[1][2]